# Gakuji Ōta
Gakuji Ōta (japanisch 太田 岳志 Ōta Gakuji; * 26. Dezember 1990 in Kuwana) ist ein japanischer Fußballspieler.

## Karriere
Ōta erlernte das Fußballspielen in der Schulmannschaft der Akatsuki High School und der Universitätsmannschaft der Osaka-Gakuin-Universität. Seinen ersten Vertrag unterschrieb er 2013 bei FC Gifu. Der Verein spielte in der zweithöchsten Liga des Landes, der J2 League. Für den Verein absolvierte er 20 Ligaspiele. 2016 wechselte er zum Ligakonkurrenten Tokyo Verdy. 2018 unterschrieb er einen Vertrag beim Drittligisten Kataller Toyama. Für den Verein absolvierte er sieben Ligaspiele. 2020 verpflichtete ihn der Zweitligist Kyoto Sanga FC. Mit dem Verein aus Kyōto feierte er Ende 2021 die Vizemeisterschaft und den Aufstieg in die erste Liga.

## Erfolge
Kyoto Sanga FC
- J2 League: 2021 (Vizemeister)  ▲